# Perdita congrua
Perdita congrua är en biart som beskrevs av Timberlake 1971. Perdita congrua ingår i släktet Perdita och familjen grävbin. Inga underarter finns listade i Catalogue of Life.